# Ordinariato personale di Nostra Signora della Croce del Sud
L'ordinariato personale di Nostra Signora della Croce del Sud (in latino Ordinariatus Dominae Nostrae Meridianae Crucis in Australia) è una sede della Chiesa cattolica in Australia immediatamente soggetta alla Santa Sede. Nel 2023 contava 1.200 battezzati. La sede è vacante.

## Territorio
L'ordinariato, in conformità a quanto stabilito dalla costituzione apostolica Anglicanorum coetibus, estende la propria giurisdizione sui fedeli provenienti dall'anglicanesimo che siano residenti nel territorio corrispondente alla giurisdizione della Conferenza Episcopale dell'Australia e manifestino per iscritto la volontà di farne parte. Due parrocchie sono state istituite in Giappone.
La chiesa principale dell'ordinariato è dedicata a St. Ninian and St. Chad e si trova a Maylands, suburbio di Perth.
L'ordinariato conta 26 parrocchie.

## Storia
Negli anni 2000, un certo numero di vescovi della Chiesa d'Inghilterra e della Comunione anglicana tradizionale, si avvicinarono in modo indipendente alla Santa Sede cercando una qualche sorta di compromesso per preservare la loro autonomia e la loro struttura ecclesiale all'interno della Chiesa cattolica. Il 4 novembre 2009, papa Benedetto XVI promulgò la costituzione apostolica Anglicanorum coetibus permettendo l'erezione di ordinariati personali equivalenti a diocesi. Il Vaticano in seguito eresse tre circoscrizioni di questo tipo: l'ordinariato personale di Nostra Signora di Walsingham nel territorio della Conferenza Episcopale di Inghilterra e Galles il 15 gennaio 2011, l'ordinariato personale della Cattedra di San Pietro nel territorio della Conferenza Statunitense dei Vescovi Cattolici (USCCB) il 1º gennaio 2012 e l'ordinariato personale di nostra Signora della Croce del Sud nel territorio della Conferenza australiana dei Vescovi cattolici in data 15 giugno 2012.
L'ordinariato personale di Nostra Signora della Croce del Sud fu eretto con il decreto The supreme law della Congregazione per la dottrina della fede, approvato da papa Benedetto XVI il 15 giugno 2012; contestualmente venne nominato primo ordinario Harry Entwistle, già vescovo della Chiesa anglicana cattolica in Australia (la Anglican Catholic Church in Australia, aderente alla Comunione anglicana tradizionale), che lo stesso giorno venne ordinato sacerdote cattolico. Il decreto di erezione dell'ordinariato personale della Croce del Sud designò la chiesa dei Santi Ninian e Chad a Perth come chiesa principale della circoscrizione, con lo stesso ruolo della chiesa cattedrale di una diocesi. Questo edificio in precedenza ospitava una congregazione della Chiesa anglicana cattolica in Australia (ACCA), la provincia australiana della Comunione anglicana tradizionale che venne ricevuta nell'ordinariato. Quest'ultimo successivamente ricevette i fedeli e il clero di altre dieci congregazioni in tutta l'Australia e di due congregazioni in Giappone. Inoltre, l'ordinariato annunciò che la Chiesa dello Stretto di Torres, in precedenza una provincia separata della Comunione anglicana tradizionale, entrerà nell'ordinariato sostanzialmente intatta e formerà un decanato territoriale in quella regione.

## Comunità
Fin dalla sua istituzione, l'ordinariato è cresciuto fino a includere undici congregazioni australiane negli stati di Queensland, Victoria, Australia Occidentale, Australia Meridionale e Nuovo Galles del Sud.
L'ordinariato ha anche iniziato a mettere radici in Giappone. Nel febbraio del 2015, una congregazione della Chiesa anglicana tradizionale del Giappone, la comunità di sant'Agostino di Canterbury a Tokyo, è stata ricevuta nell'ordinariato diventando la prima comunità in Asia. Nel giugno del 2016 è stato ordinato un altro sacerdote per la comunità di San Lorenzo di Canterbury a Hiroshima.

## Cronotassi degli ordinari
Si omettono i periodi di sede vacante non superiori ai 2 anni o non storicamente accertati.
- Harry Entwistle (15 giugno 2012 - 26 marzo 2019 ritirato)
- Carl Reid (26 marzo 2019 - 1º luglio 2023 dimesso)
  - Sede vacante (dal 2023)
  - Anthony Randazzo, dal 1º luglio 2023 (amministratore apostolico)

## Statistiche
L'ordinariato nel 2023 contava 1.200 battezzati.
| anno | popolazione | popolazione | popolazione | presbiteri | presbiteri | presbiteri | presbiteri                | diaconi | religiosi | religiosi | parrocchie |
| anno | battezzati  | totale      | %           | numero     | secolari   | regolari   | battezzati per presbitero | diaconi | uomini    | donne     | parrocchie |
| ---- | ----------- | ----------- | ----------- | ---------- | ---------- | ---------- | ------------------------- | ------- | --------- | --------- | ---------- |
| 2012 | 300         | ?           | ?           | 7          | 7          |            | 42                        |         |           |           | 4          |
| 2013 | 1.000       | ?           | ?           | 8          | 8          |            | 125                       |         |           |           | 4          |
| 2014 | 2.000       | ?           | ?           | 14         | 14         |            | 142                       |         |           |           | 11         |
| 2016 | 2.031       | ?           | ?           | 19         | 19         |            | 106                       |         |           |           | 12         |
| 2019 | 1.200       | ?           | ?           | 23         | 23         |            | 52                        |         |           |           | 16         |
| 2021 | 1.200       | ?           | ?           | 21         | 21         |            | 57                        |         |           |           | 14         |
| 2023 | 1.200       | ?           | ?           | 17         | 17         |            | 70                        |         |           |           | 26         |